# Маркеев, Михаил Иванович
Михаил Иванович Маркеев (1905, Сызрань — 1970, Москва) — высокопоставленный деятель ОГПУ/НКВД/МВД СССР, генерал-майор.

## Карьера
1920—1929 — Чернорабочий в депо Сызрано-Вяземской железной дороги; слесарь на электрозаводе, слесарь на станции Саратов-1, пом. машиниста в депо Сызрань.
С 1929 в органах ОГПУ: оперативный сотрудник ГПУ АССРНП. Практикант, помощник инспектора, секретарь ПП ОГПУ по Нижне-Волжскому краю. Уполномоченный ГПУ по Больше-Карабулакскому району Нижне-Волжского края. Уполномоченный СПО ПП ОГПУ по Сталинградскому краю.
В 1934 — слушатель курсов переподготовки оперативных работников УНКВД Саратовского края.
С 1934 в органах НКВД СССР: секретарь ЭКО УГБ, инспектор отд. кадров УНКВД Саратовского края. В 1937 — курсант Центральной школы НКВД СССР. Оперативный уполномоченный 4 отд. ГУГБ, 4 отд. 1 упр, 1 отд-я секретариата НКВД СССР.
Заместитель начальника секретариата НКВД СССР. В 1939 — Начальник секретариата Особого совещания НКВД СССР.
Участвовал в советизации Западных областей Украины и Белоруссии, а также руководил операциями по депортации народов в СССР в годы Второй мировой войны.
В 1939—1944 — Заместитель начальника, первый заместитель начальника, начальник УНКВД Ивановской области.
В 1944—1946 министр внутренних дел Молдавской ССР. В 1946—1949 министр внутренних дел Марийской АССР.
С 1950 в Особстрое: заместитель начальника управления, начальник 1 отделения, заместитель начальника по лагерю Строительства № 16 и ИТЛ МВД СССР. Заместитель начальника Управления строительства № 384 и исправительно-трудового лагеря МВД, ответственный инспектор ГУЛАГ.
В 1954 — уволен из МВД на пенсию по служебному несоответствию. Умер в Москве в 1970 году.